# San Francisco Chronicle
San Francisco Chronicle — газета, яка обслуговує переважно район затоки Сан-Франциско в Північній Каліфорнії. Була заснована 1865 року як The Daily Dramatic Chronicle братами-підлітками Чарльзом де Янгом і Майклом Г. де Янгом. Газета належить Hearst Corporation, яка купила її у родини де Янг у 2000 році. Це єдина велика щоденна газета, що висвітлює місто та округ Сан-Франциско.
Газета виграла від зростання Сан-Франциско та мала найбільший газетний тираж на Західному узбережжі Сполучених Штатів до 1880 року. Як і інші газети, San Francisco Chronicle зазнала стрімкого падіння тиражів на початку 21-го століття та займала 18 місце в національному рейтингу за тиражем у першому кварталі 2021 року.
1994 року почав роботу вебсайт San Francisco Chronicle — SFGATE зі вмістом газет та інших джерел. «The Gate», як його називали на момент запуску, був першим великим ринковим газетним вебсайтом у світі; його співзасновниками були Аллен Вайнер і Джон Коут. Згодом сайт отримав штат своїх власних оглядачів та репортерів і навіть отримав Пулітцерівську премію за політичні карикатури Марка Фіоре.
2013 року газета запустила власний однойменний веб-айт SFChronicle.com і почала відокремлення брендів SFGATE і Chronicle, які наразі є двома окремими організаціями.

## Історія
San Francisco Chronicle була заснована братами Чарльзом і М. Г. де Янгами 1865 року як The Daily Dramatic Chronicle, фінансована за рахунок позичених 20-доларових монет. Протягом 10 років газета мала найбільший тираж серед усіх газет на захід від річки Міссісіпі. Перший офіс газети знаходився в будівлі на розі вулиць Буша та Керні. Тоді брати замовили у Burnham and Root будівлю на Маркет-стріт для своєї нової штаб-квартири, яка стала відомою як Newspaper Row. Нова будівля, перший хмарочос Сан-Франциско, була завершена 1889 року. Вона була пошкоджена під час землетрусу 1906 року, але була відновлена під керівництвом Вільяма Полка, партнера Burnham and Root у Сан-Франциско. Ця будівля відома як «Будівля старої хроніки» або «Будівля ДеЯнг».

1924 року Chronicle відкрила нову штаб-квартиру на Мішн-стріт, 901. Будівля була спроєктована Чарльзом Пітером Віксом і Вільямом Пейтоном Деєм в архітектурному стилі неоготичного відродження, але більшість деталей епохи неоготичного відродження були видалені 1968 року, коли будівлю повторно вкрили штукатуркою. Ця будівля залишається штаб-квартирою Chronicle, хоча там також розташовані інші підприємства.
У період між Другою світовою війною та 1971 роком новий редактор газети — Скотт Ньюголл — застосував сміливий і дещо провокаційний підхід до подання новин. За його часів Chronicle містила розслідування таких журналістів, як П’єр Селінджер, який згодом відіграв помітну роль у національній політиці, та Пол Ейвері, співробітник, що переслідував самоназваного «Зодіака», який надіслав три частини криптограми листами до Chronicle та два інші папери під час його вбивств наприкінці 1960-х років. У газеті також були присутні такі колоритні колумністи, як Полін Філліпс, яка писала під іменем «Дорога Еббі», Марк Спінеллі («Граф Марко»), Стентон Делаплан, Теренс О'Флаерті, Люціус Біб, Арт Гопп, Чарльз Маккейб і Герб Кейн.
Тоді ж тираж газети зріс і вона стала найбільшою в місті, обігнавши конкурентну San Francisco Examiner. Закриття інших щоденних газет у Сан-Франциско наприкінці 1950-х і на початку 1960-х років залишила Examiner і Chronicle змагатися за тираж і перевагу серед читачів.

### Договір про спільну діяльність
Конкуренція між Chronicle та Examiner завдала фінансових збитків обом газетам до літа 1965 року, коли була укладена спільна операційна угода, згідно з якою Chronicle стала єдиним ранковим щоденником міста, а Examiner змінилася на післяобідню публікацію (що врешті-решт призвело до зменшення читацької аудиторії).
Газети офіційно належали San Francisco Newspaper Agency, яке керувало продажами та розповсюдженням обох газет і відповідало за те, щоб тираж однієї газети не зростав за рахунок іншої. Дохід був розподілений порівну, що призвело до ситуації, яку багато хто вважав вигідною для Examiner, оскільки Chronicle, яка мала у чотири рази більший тираж, ніж її конкурентка, субсидувала денну газету.
Згодом дві газети запустили спільне недільне видання, причому Examiner публікувала розділи новин і недільний журнал, а Chronicle відповідав за розважальний розділ, розміром з таблоїд, і книжковий огляд. З 1965 року дві газети спільно розміщували секретну рекламу. Ця домовленість залишалася до моменту, поки Hearst Corporation не взяла повний контроль над Chronicle у 2000 році.

### Проникнення в середмістя

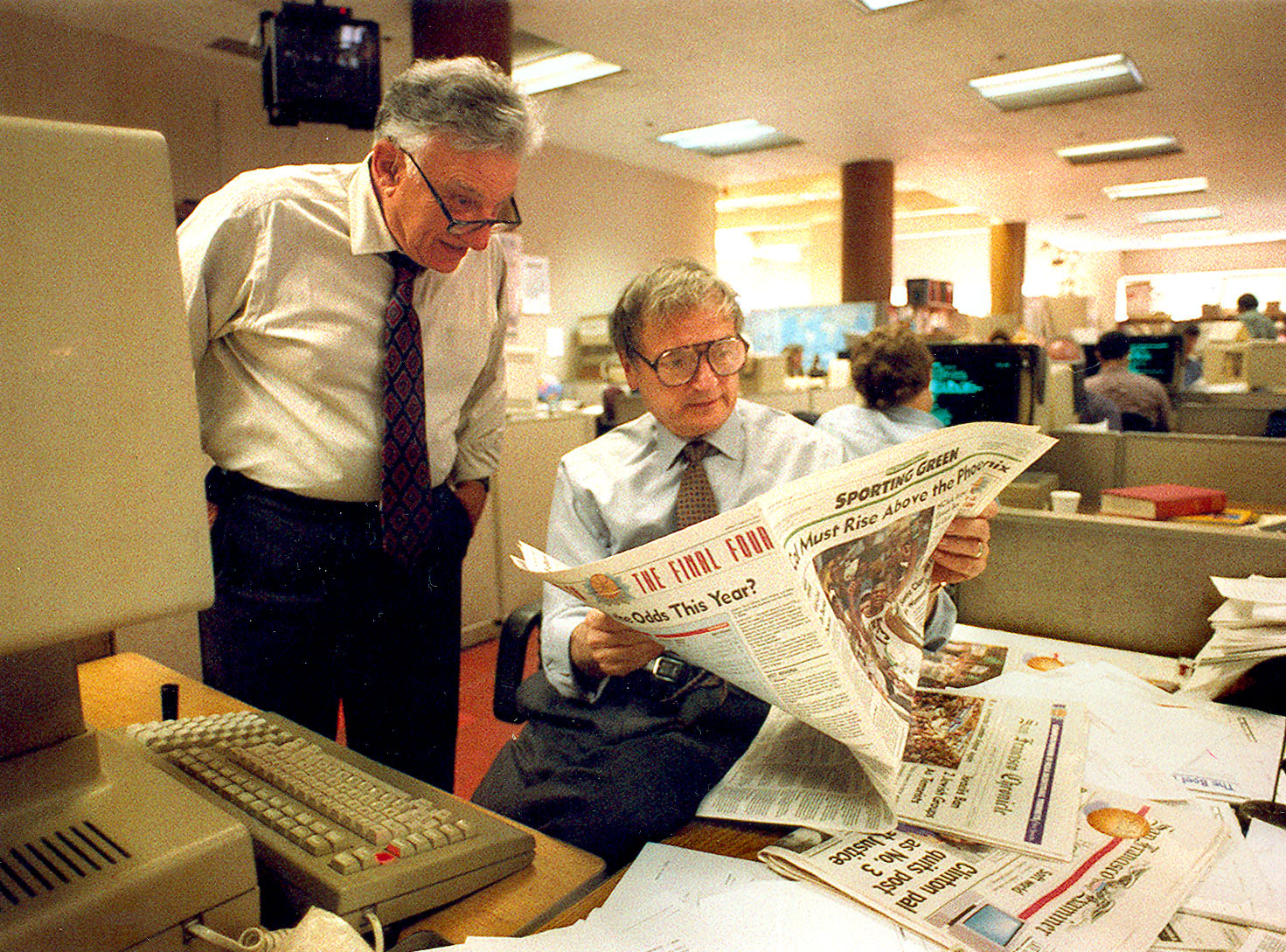
Білл Герман (ліворуч), почесний редактор Chronicle, і редактор Page One Джек Брейбарт у редакції, березень 1994 року

З початку 1990-х років Chronicle почала стикатися з конкуренцією за межами Сан-Франциско. Газета довгий час мала широке розповсюдження у Північній Каліфорнії, уздовж Центрального узбережжя, Центральної долини й аж до Гонолулу, Гаваї. Конкуренція в передмістях Bay Area та інших районах, які обслуговувала газета, була незначною. Але коли Knight-Ridder об'єднав Mercury News у 1975 році, придбав Contra Costa Times (нині East Bay Times) у 1995 році, і коли до 1985 року Media News Group із Денвера швидко купила газети, що залишилися на Іст-Бей, у Chronicle зрозуміли, що потрібно посилити висвітлення передмістя.
Так, Chronicle запустила п'ять зонованих розділів, які з'являлися в п'ятничному випуску газети. Розділи охоплювали Сан-Франциско та чотири різні приміські райони. У кожному з них був унікальний оглядач, корпоративні статті та місцеві новини, характерні для спільноти. Для роботи в приміських бюро газета додала 40 штатних посад. Цим, попри прагнення зосередитися на висвітленні передмість, Chronicle завадила недільному випуску Examiner, який зосереджувався на Сан-Франциско, а не приміських громадах.

### Продаж Герсту
Родина де Янг контролювала газету через видавничу компанію Chronicle до 27 липня 2000 року, коли її продали компанії Hearst Communications, Inc., якій належав і Examiner. Після продажу корпорація Герста передала останню родині Фангів, видавцю San Francisco Independent і AsianWeek, разом із субсидією у розмірі 66 млн доларів. За нових власників Examiner стала безкоштовним таблоїдом, залишивши Chronicle єдиною щоденною широкоформатною газетою в Сан-Франциско.

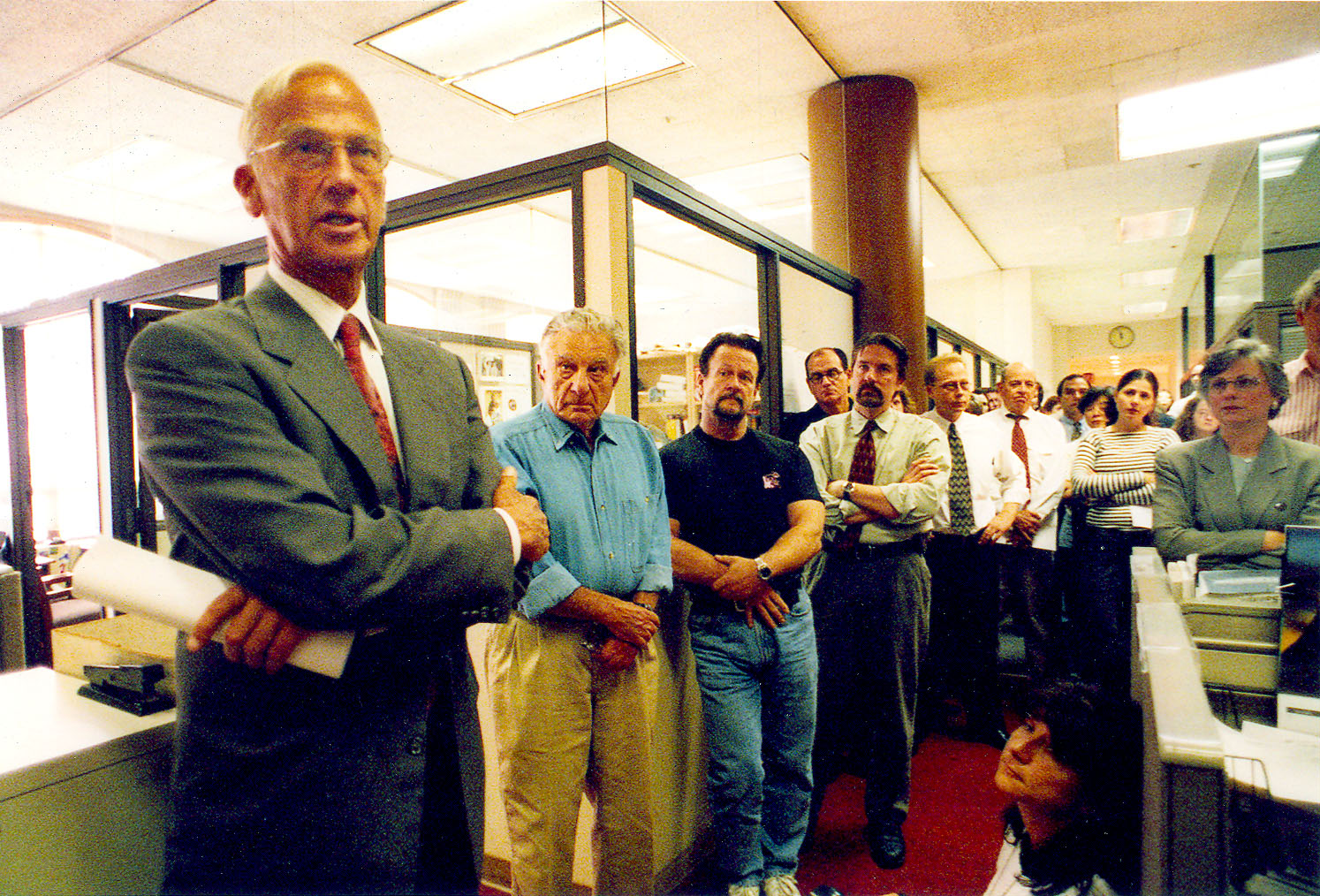
Генеральний директор Chronicle Джон Сіас оголошує про продаж газети Hearst Corporation, 6 серпня 1999 року.

Відтоді, як Hearst Corporation стала власником газети у 2000 році, Chronicle періодично змінювала свою організацію та дизайн, але 1 лютого 2009 року, коли газета розпочала свою 145-ту річницю виходу, недільний випуск Chronicle представив оновлений дизайн зі зміненим логотипом, новий розділ і організацію сторінки, нові функції, жирніші та кольоровіші передні банери розділів, а також нову типографіку заголовків і тексту. Часті заголовки, написані жирним шрифтом і повністю написані великими літерами, типові для першої сторінки Chronicle‍ , були усунені. Замітка редактора Ворда Буші проголосила цей номер початком «нової ери» для газети.
6 липня 2009 року Chronicle‍ оприлюднила ще деякі зміни в новому дизайні, які містили ще новіші фасади секцій і ширше використання кольорових фотографій і графіки. Новий вигляд супроводжувався зменшенням розміру аркуша. Такі кроки були подібні до тих, які зробили інші відомі американські газети, такі як Chicago Tribune та Orlando Sentinel, які 2008 року оприлюднили радикально новий дизайн, навіть коли зміна демографічних показників читачів і загальні економічні умови вимагали фізичного скорочення газет.
9 листопада 2009 року Chronicle‍ стала першою газетою в країні, яка друкувалася на високоякісному глянцевому папері. Такий папір використовується для деяких передніх і внутрішніх сторінок розділів.
Нинішнім видавцем Chronicle є Білл Нейгл. Одрі Купер призначили головною редакторкою у січні 2015 року, і вона стала першою жінкою, яка зайняла цю посаду. У червні 2020 року вона залишила посаду. У серпні 2020 року Герст призначив Еміліо Гарсію-Руїса головним редактором видання.